# گاومرغ بزرگ
گاومرغ بزرگ (نام علمی: Molothrus oryzivorus) نام یک گونه از سرده گاومرغ است.